# Konrad Maurer

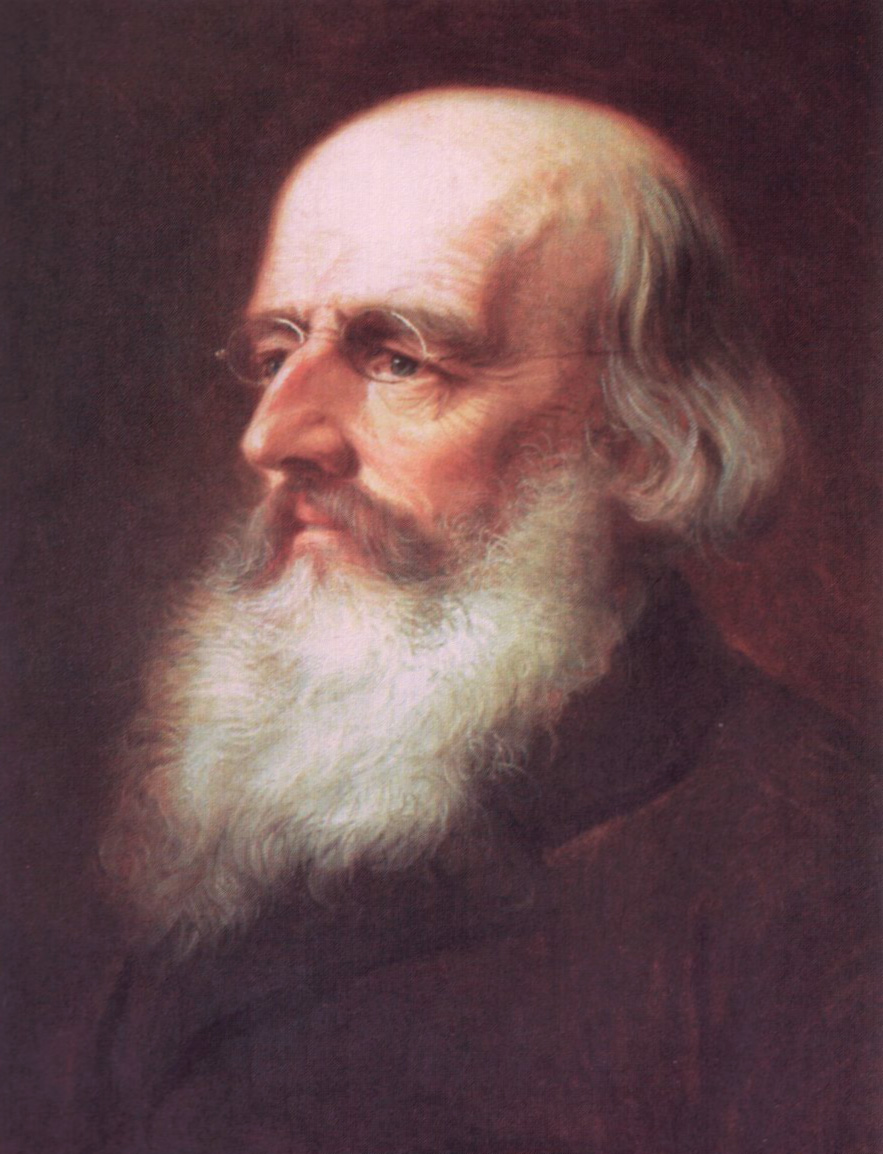
Ölportrait Konrad Maurers, gemalt 1876 von Knud Bergslien, im Besitz der Universität Oslo

Konrad Heinrich Maurer, ab 1876 Ritter von Maurer (* 29. April 1823 in Frankenthal (Pfalz); † 16. September 1902 in München), war ein bayerischer Rechtshistoriker, Philologe und Nordist. Maurer gilt als einer der bedeutendsten Erforscher der altnordischen Rechts- und Verfassungsgeschichte.

## Leben

### Jugend
Konrad Maurer wurde 1823 als einziger Sohn von Georg Ludwig von Maurer und Friederike Maurer geb. Heydweiller geboren. Er hatte noch eine ältere Schwester, Charlotte (1821–1874). Im Jahr 1826 zog die Familie von der Pfalz nach München um, da der Vater an die Ludwig-Maximilians-Universität München zum Professor der deutschen Rechtsgeschichte berufen worden war. Hier wuchs Konrad Maurer auf und verlor im Alter von sieben Jahren seine Mutter. Zwei Jahre seiner Kindheit verbrachte er in Griechenland, wo sein Vater, der seit 1831 Bayerischer Reichsrat war, in den Regentschaftsrat König Ottos berufen war. Anschließend zog die Familie zurück nach München.
Konrad Maurer wurde von Hauslehrern unterrichtet und schloss seine Schulausbildung 1839 am Alten Gymnasium (heute Wilhelmsgymnasium München) ab. Er verspürte als Jugendlicher, animiert durch seinen Onkel, den Heidelberger Chemiker Leopold Gmelin, eine große Neigung zu den Naturwissenschaften, insbesondere der Mineralogie. Er beugte sich jedoch dem Willen seines Vaters und studierte Rechtswissenschaft in München, Leipzig und Berlin. Prägend auf Maurer in seiner Studienzeit waren der Philologe Leonhard Spengel, der Rechtswissenschaftler Wilhelm Eduard Albrecht, der Rechtshistoriker Carl Gustav Homeyer, der Staatsrechtler Karl von Richthofen sowie der Begründer der deutschen Philologie und Altertumswissenschaft Jacob Grimm.
1844 absolvierte er das Examen für den juristischen Staatsdienst und arbeitete anschließend für die ersten Jahre am königlichen Landgericht in Au.

### 1846–1857

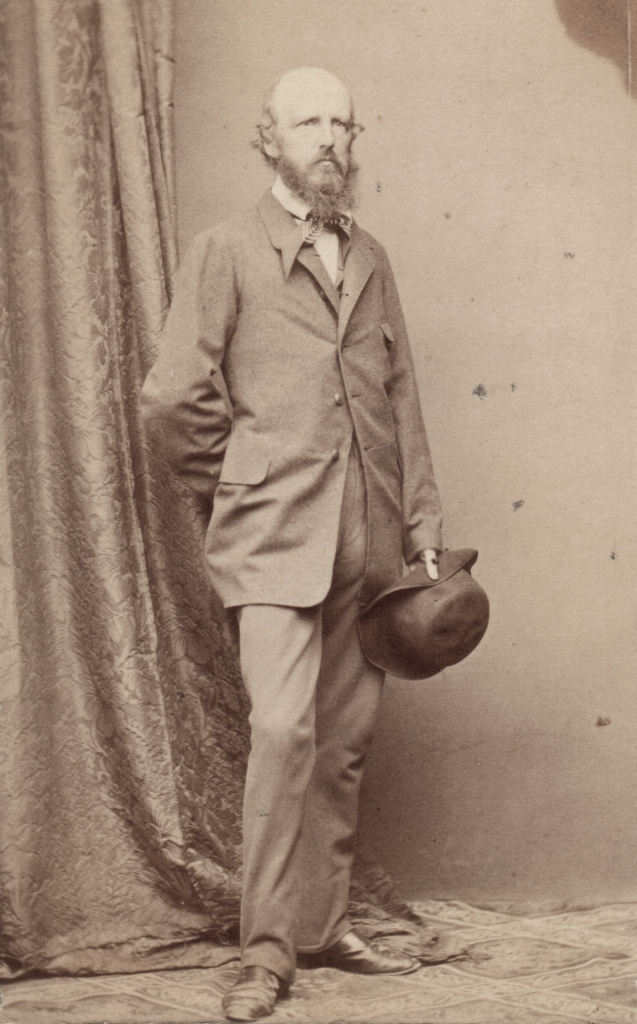
Konrad Maurer in mittleren Jahren

Maurer promovierte 1845 in München im Alter von 22 Jahren mit der Dissertation Über das Wesen des ältesten Adels der deutschen Stämme in seinem Verhältnis zur gemeinen Freiheit und folgte ab 1847, gegen seinen eigentlichen Willen, einer Berufung zum außerordentlichen Professor der Rechte an der Universität München. 1855 wurde er zum ordentlichen Professor des Deutschen Privatrechts und des Deutschen Staatsrechts befördert.
Maurer entwickelte ein besonderes Interesse an den nordischen Völkern und ihrer Kultur, Literatur und Geschichte, insbesondere an Island und Norwegen. Indem er sich die skandinavischen Sprachen, einschließlich des Altnordischen und Isländischen, aneignete, konnte er die skandinavischen mittelalterlichen Rechtsquellen erschließen. 1852 veröffentlichte er sein erstes Hauptwerk zur Rechtsgeschichte Islands, Die Entstehung des isländischen Staates und seiner Verfassung. Darin betonte er die Funktion des Althings als ersten europäischen Parlaments und die Rolle des auf drei Jahre gewählten Gesetzessprechers. Da dieser keinen Einfluss auf die Exekutive hatte (diese Lag in der Hand der Goden), sah Maurer hierin ein frühes Modell der Gewaltenteilung.
Maurer brachte Island, das seit dem 13. Jahrhundert von Norwegen und im 19. Jahrhundert von Dänemark regiert wurde und damals in einem andauernden Verfassungskampf mit Dänemark um seine Eigenständigkeit lag, nicht nur Forschungsinteresse, sondern auch großen Respekt und Sympathie entgegen. Er schrieb von 1848 bis 1874 mehrere Aufsätze, in denen er sich kompromisslos für die isländische Seite einsetzte. Als besonders einflussreich erwies sich sein 1856 in der Allgemeinen Zeitung in drei Teilen erschienener und ein Jahr später ins Isländische übersetzter Artikel Die Insel Island und das dänische Grundgesetz. Damit unterstützte Maurer den Vorkämpfer Jón Sigurðsson, mit dem er persönlich befreundet war. Maurer gilt in Island heute noch als einer der wichtigsten ausländischen Förderer des Landes.
1855/56 veröffentlichte Maurer sein zweites Hauptwerk, Die Bekehrung des Norwegischen Stammes zum Christenthume in zwei Bänden, eines der wichtigsten religionsgeschichtlichen Werke des 19. Jahrhunderts, in dem er ein umfassendes Bild der heidnischen Religion der Germanen gibt. „Bis heute kann seine Schilderung der Bekehrung der Norweger als das wichtigste Werk gelten, das jemals von einem deutschen Historiker über die mittelalterliche Geschichte Norwegens verfasst wurde.“

### Islandreise 1858
1858 reiste Maurer im Alter von 35 Jahren nach Island und verbrachte das Sommerhalbjahr dort. Von Kopenhagen aus erreichte er per Dampfschiff die Bucht von Reykjavík. Zu Pferd, begleitet von zwei Isländern und einem anderen deutschen Wissenschaftler, dem Mineralogen Georg Winkler, durchquerte er anschließend auf einer abenteuerlichen Expedition die wenig erschlossene Insel und besuchte dabei Pfarrer, Bauern, alte Thingstätten, Schauplätze der Sagas und Naturdenkmäler wie Þingvellir, Geysire, den Goðafoss oder Surtshellir. Sein ihm vorauseilender Ruf als Gelehrter und Freund Islands und seine fließende Sprachkenntnis erwiesen sich dabei als große Hilfe.
Inspiriert von den Brüdern Grimm verwendete Konrad Maurer diese Reise, um isländische Volkssagen zu sammeln, die er nach seiner Rückkehr in Buchform veröffentlichte. Dies war die erste größere Veröffentlichung isländischer Sagen in deutscher Sprache. Maurer schrieb außerdem auch einen detaillierten Reisebericht über diese Islandreise, brachte diesen jedoch zeit seines Lebens nicht heraus. Das Manuskript dieses Buches, das als verschollen galt und von dessen Existenz man nur aus Briefen Maurers wusste, wurde 1972 von Kurt Schier im Besitz der Nachkommen Maurers wiederentdeckt. 1997 erschien der Reisebericht in einer isländischen Übersetzung; der deutsche Originaltext wurde erst 2017 veröffentlicht.

### 1859–1888

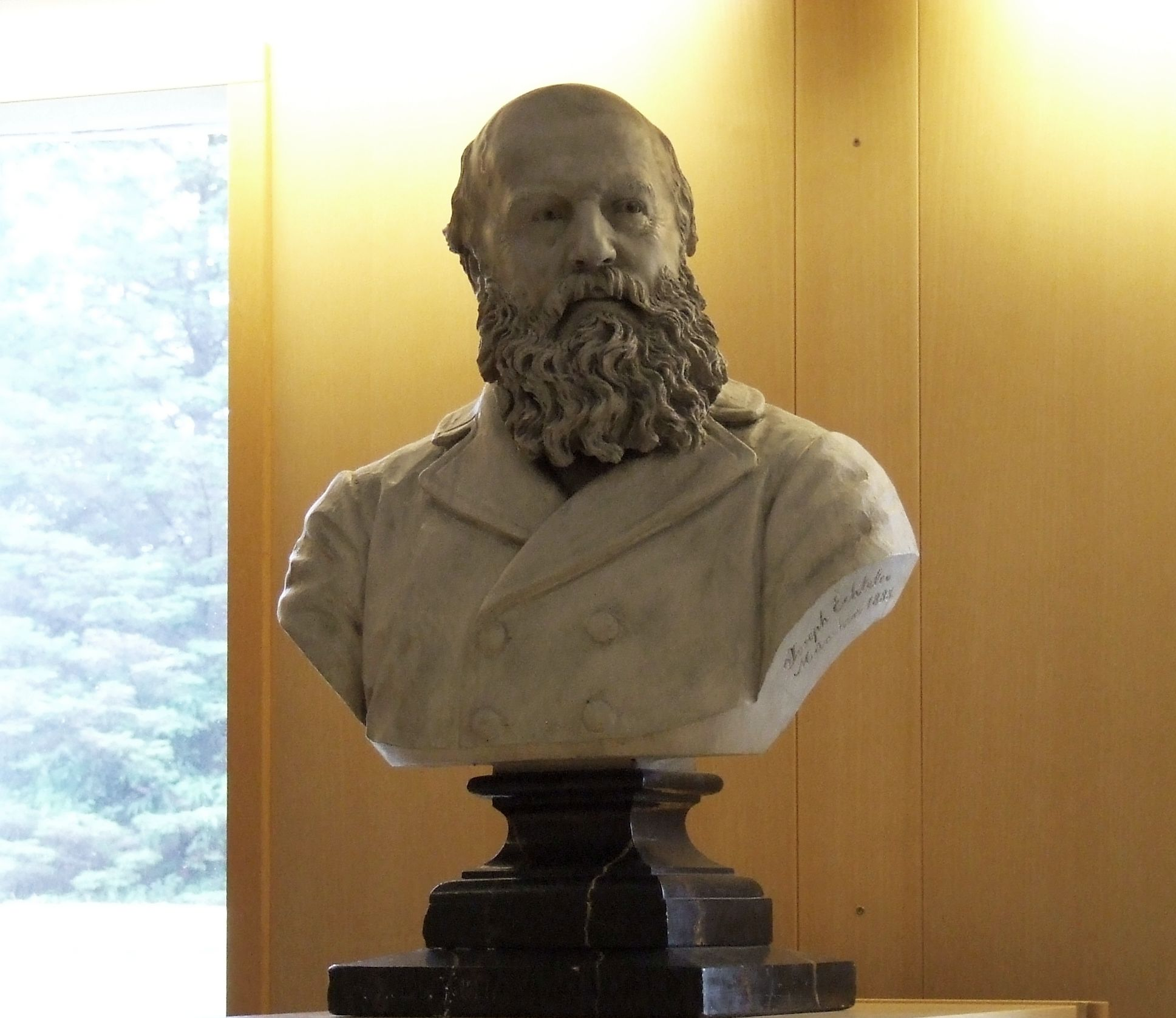
Büste Konrad Maurers von Joseph Echteler, 1888, heute im Besitz der National- und Universitätsbibliothek Islands

Als Experte in der nordischen Rechtsgeschichte hielt Maurer Vorlesungen in München, Oslo und Kopenhagen. Damit legte er einen Grundstein für das Fach der Nordischen Philologie bzw. Skandinavistik. 1865 wurde Maurer aufgrund seiner wegweisenden Forschungsarbeiten in die Bayerische Akademie der Wissenschaften aufgenommen. Ab 1867 konnte er sich ganz auf die nordische Rechtsgeschichte konzentrieren. Maurer gilt in Deutschland als „der eigentliche Bahnbrecher der nordisch-germanischen Rechtsforschung in Deutschland, als Begründer einer kontinentalen, deutschen Rechtsschule für nordgermanisches Recht, die mit Karl von Amira ihren Höhepunkt erreichen sollte“. In Skandinavien hingegen wird Maurer bis heute für sehr viel höher eingeschätzt als Amira. Neben Amira waren bedeutende Schüler Maurers unter anderem Philipp Zorn, Wolfgang Golther, Karl Lehmann und Ernst Mayer.
1875 folgte Maurer einem Ruf der Universität Christiania (heute Universität Oslo) als Gastprofessor. 1876 wollte ihn die norwegische Universität auf Dauer gewinnen und bot Maurer hierfür einen eigenen Lehrstuhl an, was dieser jedoch ablehnte. Er wurde aber zum Ehrendoktor der Universität Christiania ernannt. Im gleichen Jahr wurde Maurer mit dem Verdienstorden der Bayerischen Krone ausgezeichnet und aufgrund der Ordensstatuten in den persönlichen Adelsstand erhoben. Er lehnte es aber zeitlebens ab, das Adelsprädikat zu führen.
Konrad Maurer ließ sich 1888 aus gesundheitlichen Gründen emeritieren. Seine Vorlesungen, die er stets im freien Redefluss gehalten, aber zuhause genau schriftlich ausgearbeitet hatte, wurden nach Maurers Tod von seinem norwegischen Schüler Ebbe Hertzberg gesammelt und als ein weiteres, postumes, Hauptwerk in fünf Bänden mit insgesamt 3.300 Seiten veröffentlicht.

### Familienleben und Gesellschaft

Maurer im Alter

Wenige Tage nach seiner Rückkehr aus Island heiratete Konrad Maurer Valerie von Faulhaber (* 30. Juli 1833; † 1. November 1912). Aus der Ehe gingen zwischen 1859 und 1869 acht Kinder hervor, von denen zwei schon in der Kindheit starben. Sein ältester Sohn Ludwig Maurer (1859–1927) wurde Professor der Mathematik in Tübingen. Markus Maurer (1861–1891) unterrichtete als Privatdozent für Geschichte in Würzburg. Der jüngste Sohn Friedrich Maurer (1866–1914) wurde Major des 14. Bayerischen Infanterieregiments und heiratete Johanna Dehn, eine Tochter des Malers Georg Dehn.
Konrad Maurer war eng befreundet mit Alois von Brinz. Auch mit Theodor Möbius stand er in freundschaftlichem Kontakt. Zu seinen skandinavischen Freunden gehörten Guðbrandur Vigfússon, Peter Christen Asbjørnsen, Bjørnstjerne Bjørnson, Ebbe Hertzberg und Henrik Ibsen. In den 1870er Jahren wurde Maurers Wohnung zum regelmäßigen wöchentlichen Treffpunkt skandinavischer Künstler, Literaten und Gelehrter in München (darunter Henrik Ibsen, Marcus Grønvold, Eilif Peterssen, Christian Meyer Ross, Oscar Wergeland und Sophus Bugge).
Obwohl Maurer als herausragender Wissenschaftler und Bahnbrecher der nordischen Altertumsforschung hohes Ansehen genoss, quälte ihn zunehmend der fixe Gedanke, dass er durch die gegen seinen Willen eingelenkte akademische Laufbahn sein Leben verfehlt habe. Im Alter wurde Maurer zunehmend schwermütig und zog sich aus der Gesellschaft zurück.

## Grabstätte

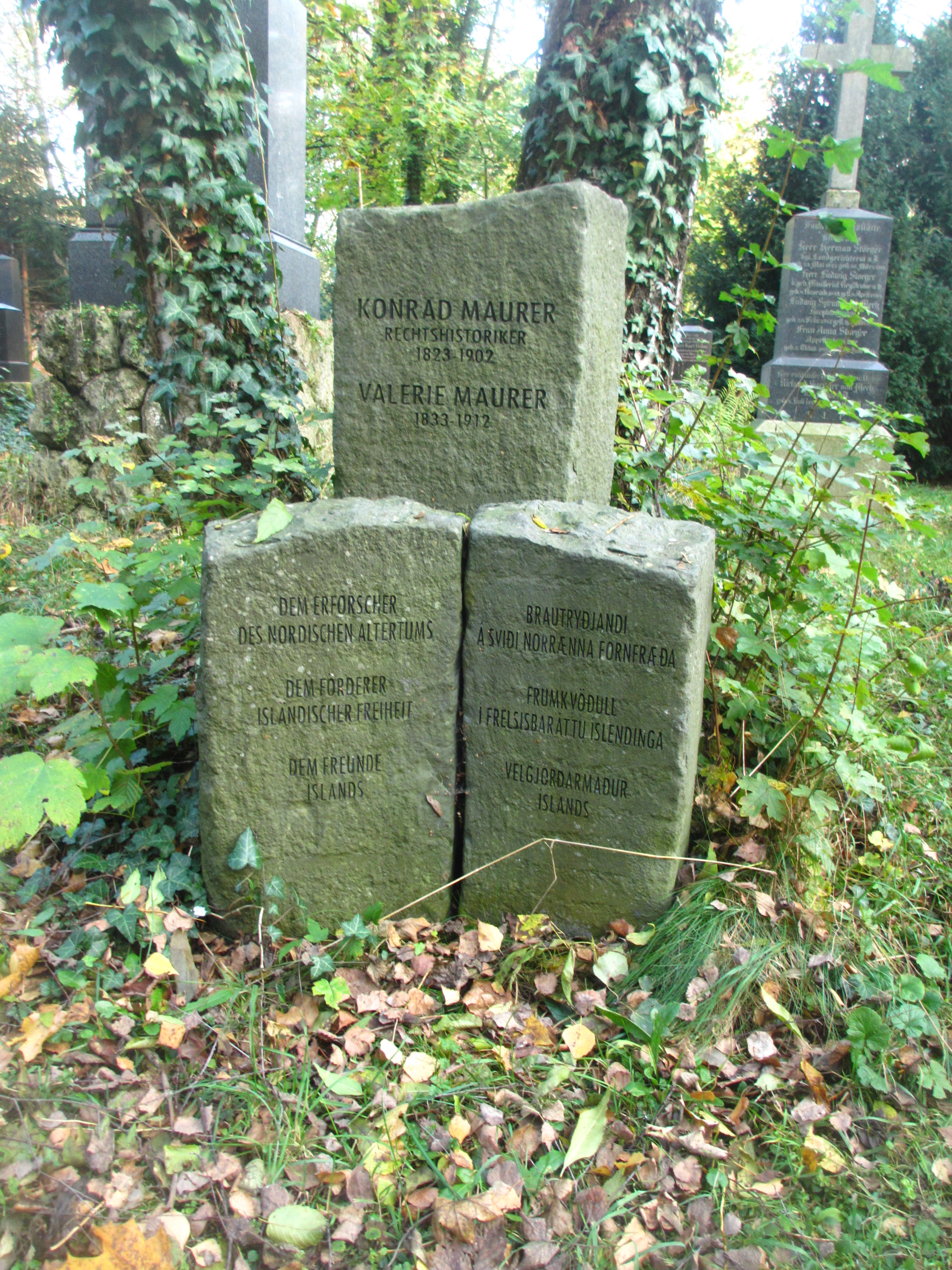
Grab von Konrad Maurer auf dem Alten Südlichen Friedhof in München

Die Grabstätte von Konrad Maurer befindet sich auf dem Alten Südlichen Friedhof in München (Gräberfeld 30 – Reihe 13 – Platz 16) Standort. Das Grabmal Maurers besteht aus drei Steinen aus isländischem
Säulenbasalt, die der Ferðafélag Íslands 1998 im Namen des isländischen Volkes stiftete. Die Inschrift auf einer der Stelen lautet:
DEM ERFORSCHER
DES NORDISCHEN ALTERTUMS
DEM FÖRDERER
ISLÄNDISCHER FREIHEIT
DEM FREUNDE
ISLANDS
In dem Grab wurde auch seine Ehefrau Valerie Maurer (1833–1912) beigesetzt.

## Nachlass
Maurers bedeutende Bibliothek, die er von seinem Vater geerbt und auf über 9000 Werke erweitert hatte, wurde 1903 katalogisiert und 1904 verkauft. Der größte Teil, darunter alle nordischen Werke, wurde durch die Vermittlung von Archibald Cary Coolidge von der Harvard University erworben. Sie sind heute auf verschiedene Bibliotheken in Harvard verteilt. Die juristischen Werke erwarb die Bar Association (Rechtsanwaltskammer) von New York. Ein Teil davon befindet sich heute in der Bibliothek der Yale Law School und ein anderer Teil in der Bibliothek der George Washington University Law School.
Ein Nachlass Maurers befindet sich in der Universitätsbibliothek der LMU München.
Maurers Korrespondenz, die sich unter anderem in der National- und Universitätsbibliothek Islands, im Nationalarchiv Islands, im norwegischen Nationalarchiv Riksarkivet, in der Universitätsbibliothek Oslo und in Oxford befindet, ist noch kaum ausgewertet. Bekannt ist, dass er unter anderem mit Jón Sigurðsson, Guðbrandur Vigfússon, Jón Árnason und Gustav Storm in regelmäßigem Briefkontakt stand. Die Sammlung seiner 624 Briefe an Philologen erschien 2024.

## Ehrungen
- 1865 Mitglied der Bayerischen Akademie der Wissenschaften
- 1867 Ritter I. Klasse des Verdienstordens vom Heiligen Michael
- 1872 Komturkreuz des norwegischen Sankt-Olav-Ordens
- 1872 Mitglied der Kungliga Vitterhets Historie och Antikvitets Akademien (Königlich Schwedische Gelehrsamkeits-, Geschichts- und Antiquitätenakademie)[14]
- 1876 Ritter des Verdienstordens der Bayerischen Krone
- 1876 Ritter des Bayerischen Maximiliansordens für Wissenschaft und Kunst
- 1877 Ehrenkreuz des Ludwigsordens
- 1878 Mitglied der Königlichen Gesellschaft der Wissenschaften in Uppsala[14]
- 1882 Ehrendoktor der Universität Edinburgh
- 1882 Ehrendoktor der Universität Würzburg
- 1884 Komtur I. Klasse des schwedischen Nordstern-Ordens
- 1885 Mitglied der Königlich Dänischen Akademie der Wissenschaften[15]
- 1885 Wahl in die Königliche Wissenschafts- und Literaturgesellschaft in Göteborg[14]
- 1888 Kommandeur I. Klasse des dänischen Dannebrog-Ordens
- 1889 Korrespondierendes Mitglied der Preußischen Akademie der Wissenschaften[16]
- 1893 Großkreuz des norwegischen Sankt-Olav-Ordens
- Mitglied etlicher weiterer Gesellschaften und Akademien der Wissenschaften

Quelle, wenn nicht anders angegeben:
Die Maurerstraße im Münchner Stadtteil Obergiesing-Fasangarten ist nach ihm benannt.

## Konrad-Maurer-Gesellschaften
Am 18. September 2016 gründete sich in München mit 11 Gründungsmitgliedern, darunter Alessia Bauer, Peter Landau und Kurt Schier, die gemeinnützige Konrad-Maurer-Gesellschaft e. V. mit dem Ziel, „das Andenken an den Gelehrten und Menschen Konrad Maurer wachzuhalten und sein Werk weiterzuführen“. Am 21. Februar 2019 wurde mit über 50 Gründungsmitgliedern die isländische Konrad-Maurer-Gesellschaft „Konrad Maurer Félag á Íslandi“ in Reykjavík ins Leben gerufen.

## Wichtige Werke
- Ueber das Wesen des ältesten Adels der deutschen Stämme, in seinem Verhältniß zur gemeinen Freiheit. Verlag der literarisch-artistischen Anstalt, München 1846. (Dissertation; books.google.com)
- Die Entstehung des isländischen Staates und seiner Verfassung. 1852, Textarchiv – Internet Archive
- Die Bekehrung des Norwegischen Stammes zum Christenthume, in ihrem geschichtlichen Verlaufe quellenmäßig geschildert. Band I + II. Christian Kaiser, München 1855/56. (Digitalisate bei Google Bücher: Band I, Band II oder: Band I – Internet Archive, Band II – Internet Archive)
- Die Gull-Þóris Saga oder Þorskfirðínga Saga. J. C. Hinrichs’sche Buchhandlung, Leipzig 1858. books.google.de
- Isländische Volkssagen der Gegenwart. Vorwiegend nach mündlicher Überlieferung gesammelt und verdeutscht. J. C. Hinrichs’sche Buchhandlung, Leipzig 1860. books.google.de
- Island, von seiner ersten Entdeckung bis zum Untergange des Freistaats. Christian Kaiser, München 1874, archive.org
- Zur politischen Geschichte Islands. Gesammelte Aufsätze. Schlicke, Leipzig 1880, archive.org
- Vorlesungen über altnordische Rechtsgeschichte. 5 Bände 1907–1910 (postum)
  1. Erste Hälfte: Altnorwegisches Staatsrecht. Zweite Hälfte: Altnorwegisches Gerichtswesen. 1907, archive.org
  2. Über altnordische Kirchenverfassung und Eherecht. 1908, archive.org
  3. Verwandtschafts- und Erbrecht samt Pfandrecht nach altnordischem Rechte. 1908, archive.org
  4. Das Staatsrecht des isländischen Freistaates. 1909, archive.org
  5. Altisländisches Strafrecht und Gerichtswesen. 1910, archive.org
- Íslandsferð 1858. Übersetzt von Baldur Hafstað. Ferðafélag Íslands, Reykjavík 1997, ISBN 9979-9254-5-0
- Alessia Bauer, Kurt Schier (Hrsg.): Konrad Maurer, Reise nach Island (im Sommer 1858). Kommentierte Ausgabe. 2 Bände. Herbert Utz Verlag, München 2017, ISBN 978-3-8316-4677-7